# Pepermölenbek

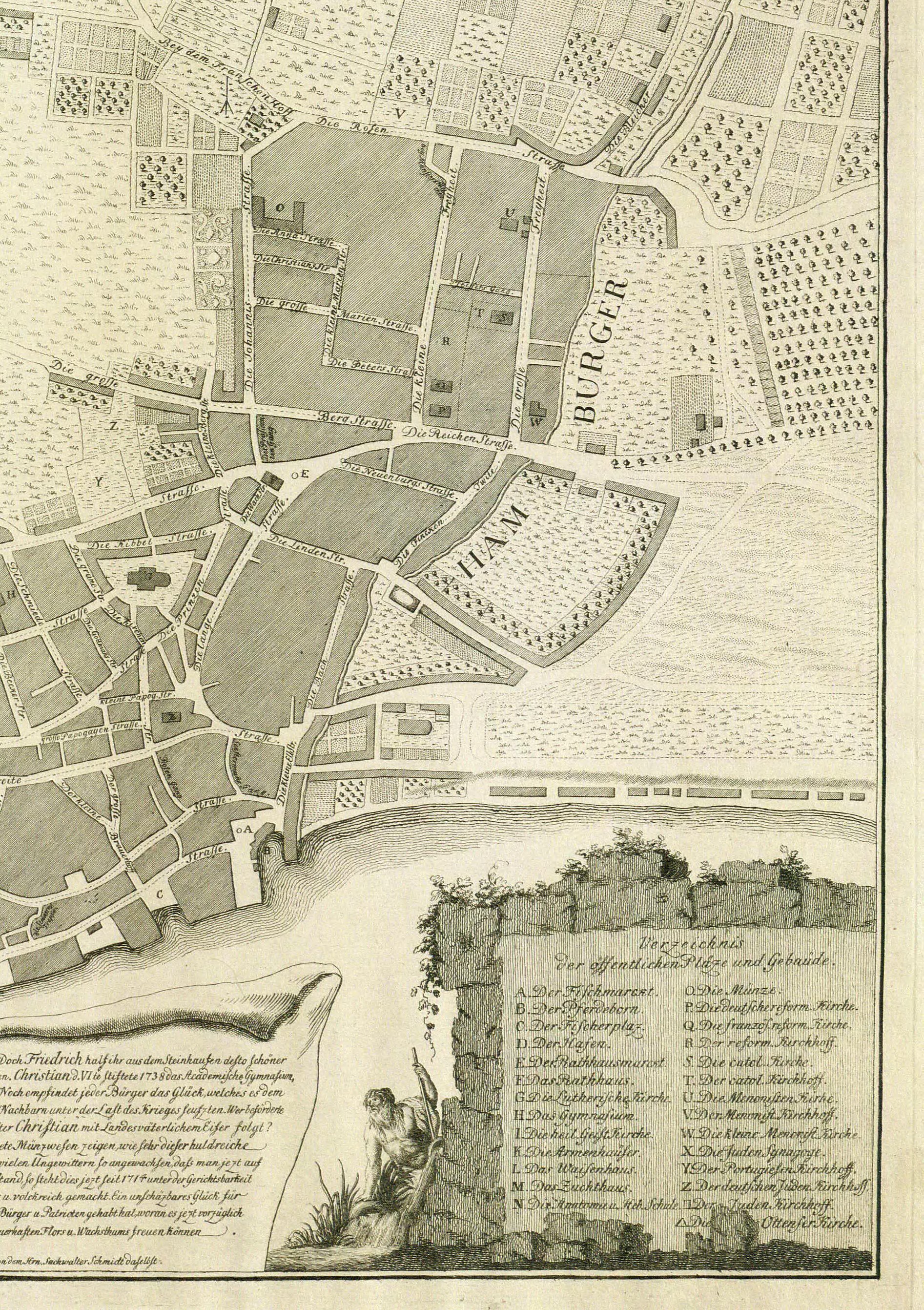
Die damals noch offen verlaufene Pepermölenbek als Grenzbach zwischen Altona und Hamburg in einem Kupferstich von 1770. Angegeben ist auch die Bachstraße, die heute den Namen Pepermölenbek übernommen hat.

Die bzw. der Pepermölenbek (niederdeutsch für „Pfeffermühlenbach“, auch Pepermöhlenbek, Pepermöhlenbeek oder Pepermölenbeck geschrieben) ist ein rechter Nebenbach der Elbe in Hamburg. Bis ins 17. Jahrhundert war der Bach als Altenau oder Altenaue bekannt; den Namen Pepermölenbek soll er nach einer am Bach gelegenen Pfeffermühle erhalten haben, deren Existenz jedoch ebenso wenig nachgewiesen ist wie diejenige einer aus Sicherheitsgründen am Rand der städtischen Bebauung angelegten Pulvermühle. Der Bach trug später auch den Namen Altonaer Grenzgraben.
Laut einer Karte aus dem Jahre 1600 mündete sie in die Isebek, nicht in die Elbe.
Der heute größtenteils trockengefallene bzw. trockengelegte und verrohrte Bach war mehrere Jahrhunderte lang der Grenzbach zwischen dem damals noch eigenständigen Altona und der Vorstadt Hamburger Berg (heute: St. Pauli) und damit zugleich zwischen dem zum Dänischen Gesamtstaat gehörenden Herzogtum Holstein und Hamburg. Dort, wo der Bach beim Fischmarkt in die Elbe mündete, gründete Heilwig von der Lippe 1246 ein Zisterzienserinnenkloster. Der Ort, und teils auch der Bach, wurde Herwardeshude genannt und umfasste eine Mühle, einen Hof und eventuell einige weitere Gebäude. 1295 verlegte man das Kloster an die Alster, Mühle und Hof brannten 1308 nach einem Blitzschlag ab. 1708 etablierten die mennonitischen Dompelaars eine Kirche in der Großen Freiheit nahe der Pepermölenbek.
Noch heute erinnert der Name der in dem alten, relativ schmalen und steilen Tal vom Nobistor zum Fischmarkt verlaufenden Straße an das Gewässer, sie hieß bis 1948 Bachstraße, danach Pepermölenbek.